# Hieracium chibinense
Hieracium chibinense es una especie de planta con flor del género Hieracium, de la familia Asteraceae, orden Asterales.

## Distribución
Hieracium chibinense se distribuye por Rusia.

## Taxonomía
Fue descrita científicamente por Schljakov. Fue publicada en Fl. Murmansk. Obl. 5: 355, 447 (1966).